# Jacob Kjeldgaard
Jacob Kjeldgaard (* 4. September 1884 in Kopenhagen; † 1964 in Paris) war ein nach Frankreich ausgewanderter dänischer Fotograf und Journalist. Bekannt ist er unter dem Künstlernamen „Marinus“ vor allem für seine satirischen Fotomontagen in der französischen Vorkriegswochenzeitung Marianne (1932–1940), vergleichbar mit denen John Heartfields.

## Leben
Er war das fünfte Kind eines hauptstädtischen dänischen Handwerksmeisters. Nach der Grundschule besuchte er das Gymnasium sowie die Polytechnische Lehranstalt. Sein Berufsziel war Künstler. Um sich stärker verwirklichen zu können, emigrierte er 1909 in die französische Hauptstadt.
Inspirieren ließ er sich für seine Collagen von klassischen Meisterwerken (Leonardo da Vinci, Breughel, Eugène Delacroix, Auguste Rodin...) und vom Kino (King Kong, Ben Hur, …). Die wichtigsten Zielscheiben seiner pazifistisch-politischen Fotomontagen waren Hitler und Stalin. Man begegnet auch des Öfteren Benito Mussolini, Hermann Göring, Joseph Goebbels, Theodore Roosevelt, Chamberlain, Daladier.
Nur weil er sich unter dem Pseudonym „Marinus“ verbarg und konsequent im Hintergrund agierte, konnte Kjeldgaard die deutsche Besatzungszeit überleben.
Die dänische Öffentlichkeit erfuhr erst durch eine Ausstellung Ende 2007 am Nordjyllands Kunstmuseum Aalborg von seinem Werk. Die fotografischen Sammlungen im Museum Ludwig in Köln zeigten vom 8. August bis 19. Oktober 2008 unter dem Titel „Hitler blind und Stalin lahm“ eine Retrospektive seiner Werke.
Auch auf dem Kunstmarkt spielen seine Arbeiten mittlerweile eine Rolle. In seiner Heimatstadt Kopenhagen wurde unter seinem Namen eine dauerhafte Erinnerungs-Webpräsenz eingerichtet. Diese ist allerdings nur in dänischer Sprache verfügbar (2009).